# Frommann-Holzboog Verlag
Der frommann-holzboog Verlag ist ein 1727 gegründeter deutscher geisteswissenschaftlicher Verlag. Sitz des Unternehmens ist seit 1955 Stuttgart-Bad Cannstatt. Thematischer Schwerpunkt sind die Bereiche Philosophie, Theologie, Wissenschafts- und Literaturgeschichte sowie Psychoanalyse in Gestalt kritischer Editionen und Werkausgaben sowie Beiträge zu aktuellen philosophischen und psychoanalytischen Diskursen. Lieferbar sind derzeit mehr als 1500 Titel, jährlich kommen etwa 30 neue Titel hinzu. Seit 2010 werden lieferbare wie vergriffene Titel sukzessive auch elektronisch zugänglich gemacht. Der Verlag ist wirtschaftlich eigenständig und beschäftigt zehn Mitarbeiter.

## Geschichte

### Züllichau (1727–1798)
Die ersten 150 Jahre der Verlagsgeschichte sind eng mit der Familiengeschichte der Frommanns verwoben. Nach dem Vorbild der Halleschen Waisenhausbuchhandlung wurde 1727 in Züllichau (heute Sulechów, Polen) eine Buchhandlung mit angeschlossener Druckerei von Sigmund Steinbart gegründet und von Gottlob Benjamin Frommann geleitet. Das Unternehmen ging 1742 in den Besitz der Familie Frommann über, die 1759 durch den Zukauf der Großischen Buchhandlung das Sortiment erweiterte. 
Während das Verlagsprogramm anfänglich stark pietistisch geprägt war, wurden im Laufe der Jahre zunehmend auch freimaurerische, aufklärerische und moralphilosophische Schriften publiziert, ab der vierten Verlegergeneration gewannen außerdem Schul- und Wörterbücher an Bedeutung.

### Jena (1798–1886)

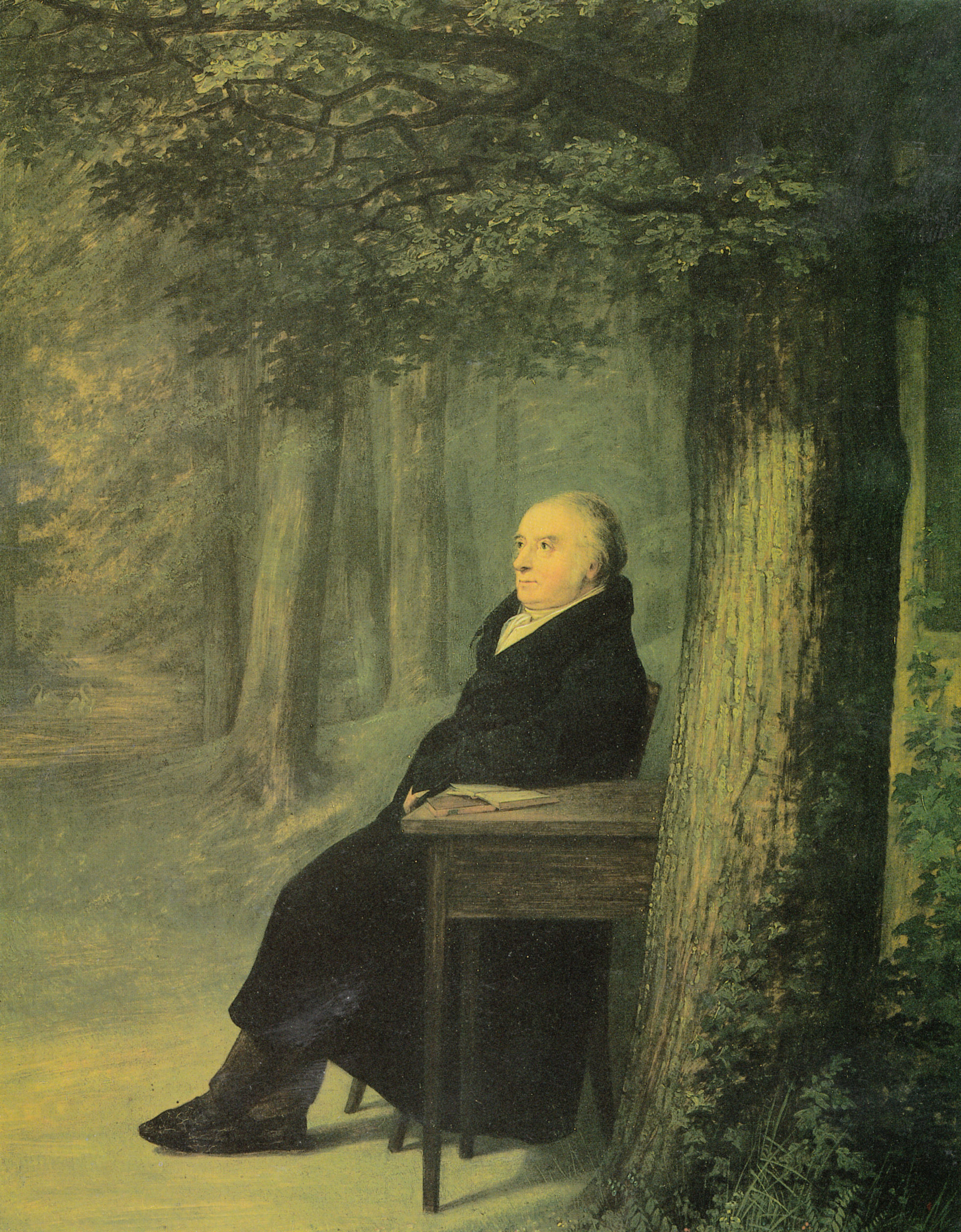
Bildnis des Buchhändlers Carl Friedrich Ernst Frommann (Gemälde von Georg Friedrich Kersting, 1824)

1798/99 zog der Verlag von Züllichau nach Jena. Einer der Gründe war die Mitgliedschaft Carl Friedrich Ernst Frommanns im Evergeten-Bund, einem freimaurerischen Geheimbund, und die damit verbundene Angst vor der Verfolgung durch die preußischen Behörden. Hinzu kam die große Anziehungskraft der Region Weimar und Jena als kulturelles Zentrum, das für Buchhandel und Buchdruck günstige Bedingungen bot. Das Frommann’sche Haus nahm in den folgenden Jahren eine herausragende Rolle in dieser Kulturregion ein. Goethe beschrieb das Haus der Familie als „Vereinigungspunkt vieler Gelehrter und Künstler und sonst angesehener Personen“. Zu den zahlreichen berühmten Freunden des Hauses zählten neben Goethe auch Jean Paul, Ludwig Tieck, die Brüder Schlegel, Herder, Fichte, Hegel, Schelling, Schopenhauer, Wilhelm und Alexander von Humboldt sowie die Brüder Grimm. In Jena wurden unter Carl Friedrich Frommann neben medizinischen und naturwissenschaftlichen auch historische und juristische Titel verlegt. Sein Sohn, Friedrich Johannes Frommann, der 1830 die Verlags-Druckerei- und Sortimentsleitung in alleiniger Regie übernahm, engagierte sich sehr stark für den Börsenverein der deutschen Buchhändler und hatte entscheidenden Anteil an der Entwicklung des Zensur- und Urheberrechts. Nach seinem Tod wurde der Verlag 1886 an Emil Hauff verkauft, der den Geschäftssitz von Jena nach Stuttgart verlegte.

### Stuttgart (seit 1886)
In den Jahren zwischen 1886 und 1955 wechselte der Verlag mehrfach den Besitzer. Das Verlagsprogramm konzentrierte sich auf philosophische und pädagogische Literatur. Die Verleger Hermann Kurtz und Wilhelm Kohlstädt bauten von 1920 bis 1955 den philosophischen Schwerpunkt weiter aus. 1943 wurden bei einem Luftangriff die Geschäftsräume und das Fertiglager des Verlages völlig zerstört. 1955 übernahm Günther Holzboog den Verlag und baute ihn zusammen mit seiner Frau Eva Holzboog als Friedrich Frommann Verlag – Günther Holzboog wieder auf. Verlagsort ist seither Stuttgart-Bad Cannstatt. 1998 erhielt er für seine herausragenden verlegerischen Leistungen im Bereich geisteswissenschaftlicher Publikationen das Verdienstkreuz der Bundesrepublik Deutschland. Günther Holzboog starb 2006. Sein Sohn Eckhart Holzboog, der seit 1995 im Verlag mitwirkt, übernahm 1999 zusammen mit Sybille Wittmann die Geschäftsleitung und ist seit 2006 Verleger des Unternehmens, das seither unter frommann-holzboog Verlag e.K. firmiert.

## Programm
Mit dem Wiederaufbau des Verlages in Stuttgart-Bad Cannstatt kamen als neue Programmschwerpunkte historisch-kritische Gesamtausgaben, lexikographische Hilfsmittel und Bibliographien hinzu. Einer der publizistischen Schwerpunkte ist der Deutsche Idealismus (Klassische deutsche Philosophie) und sein zeitgenössisches Umfeld:
- Spekulation und Erfahrung: Texte und Untersuchungen zum Deutschen Idealismus
- Forschungen und Materialien zur deutschen Aufklärung (FMDA)
- Johann Gottlieb Fichte: Gesamtausgabe der Bayerischen Akademie der Wissenschaften
- Friedrich Nicolai: Sämtliche Werke, Briefe, Dokumente
- Moses Mendelssohn: Gesammelte Schriften
- Friedrich Wilhelm Joseph Schelling: Historisch-kritische Ausgabe
- Schellingiana: Quellen und Abhandlungen zur Philosophie F.W.J. Schellings

Die Reformation und den Späthumanismus dokumentieren:
- Philipp Melanchthons Briefwechsel
- Johannes Reuchlin: Sämtliche Werke
- Nicodemus Frischlin: Sämtliche Werke
- Jacob Böhme: Historisch-kritische Gesamtausgabe
- Editionen zur Frühen Neuzeit: Lateinisch-deutsche Quelleneditionen zum Zeitalter der Reformation (EFN)

Auch andere Epochen sind mit historisch-kritischen Ausgaben und wissenschaftlichen Quelleneditionen vertreten, so etwa:
- die Antike (Platonismus in der Antike; Corpus Hermeticum)
- das Mittelalter (Thomas von Aquin: Opera omnia; Politische Philosophie und Rechtstheorie des Mittelalters und der Neuzeit (PPR))
- das 19./frühe 20. Jahrhundert (Bernard Bolzano: Gesamtausgabe; Johann Gustav Droysen: Historik; Rudolf Steiner: Kritische Ausgabe).

Zu den Plattformen aktueller philosophischer und psychoanalytischer Diskurse gehören neben Reihen (problemata, Medizin und Philosophie, Philosophie interkulturell) besonders die Periodika Allgemeine Zeitschrift für Philosophie und das Jahrbuch der Psychoanalyse.

## Nachlass
Der Nachlass der Familie Frommann befindet sich heute im Goethe-Schiller-Archiv in Weimar.